# Химесима
Химесима (яп. 姫島村 Химэсима-мура) — село в Японии, находящееся в уезде Хигасикунисаки префектуры Оита. Площадь села составляет 6,87 км², население — 2008 человек (1 августа 2014), плотность населения — 292,29 чел./км².

## Географическое положение
Село расположено на острове Кюсю в префектуре Оита региона Кюсю. С ним граничит город Кунисаки.

## Население
Население села составляет 2008 человек (1 августа 2014), а плотность — 292,29 чел./км². Изменение численности населения с 1980 по 2005 годы:
| 1980 | 3234 чел. |  |
| 1985 | 3261 чел. |  |
| 1990 | 3268 чел. |  |
| 1995 | 2996 чел. |  |
| 2000 | 2761 чел. |  |
| 2005 | 2469 чел. |  |

## Символика
Деревом села считается сосна, цветком — хризантема.